# Kuivastu
Kuivastu (Duits: Kuiwast) is een plaats in de Estlandse gemeente Muhu, provincie Saaremaa. De plaats heeft de status van dorp (Estisch: küla).

## Bevolking
Het dorp had 48 inwoners op 31 december 2011 en 50 inwoners op 31 december 2021.

## Ligging
Kuivastu ligt aan de zuidoostkust van het eiland Muhu aan de Suur Väin, de zeestraat die Muhu scheidt van het Estische vasteland. Vanuit Kuivastu wordt een veerdienst onderhouden met Virtsu op het vasteland. De veerdienst is opgenomen in de Põhimaantee 10, een van de hoofdroutes in het Estische wegennet.

## Geschiedenis
Kuivastu werd voor het eerst genoemd in 1592 onder de naam Kuyast, een stuk weidegrond op het landgoed Muhu-Suuremõisa (Duits: Mohn-Großenhof). In de jaren vijftig van de 18e eeuw werd een apart landgoed Kuiwast afgesplitst van Mohn-Großenhof. Het viel oorspronkelijk onder de Russische tsaar, maar kwam in 1797 in particuliere handen. Tussen 1805 en de onteigening door het onafhankelijk geworden Estland in 1919 was het landgoed in handen van de familie von Buxhoeveden.
In de jaren twintig van de 20e eeuw ontstond een nederzetting op het voormalige landgoed, die in 1945 de status van dorp kreeg.
Het oudste gebouw in het dorp is de herberg, die gebouwd is in de eerste helft van de 19e eeuw.

## Foto's

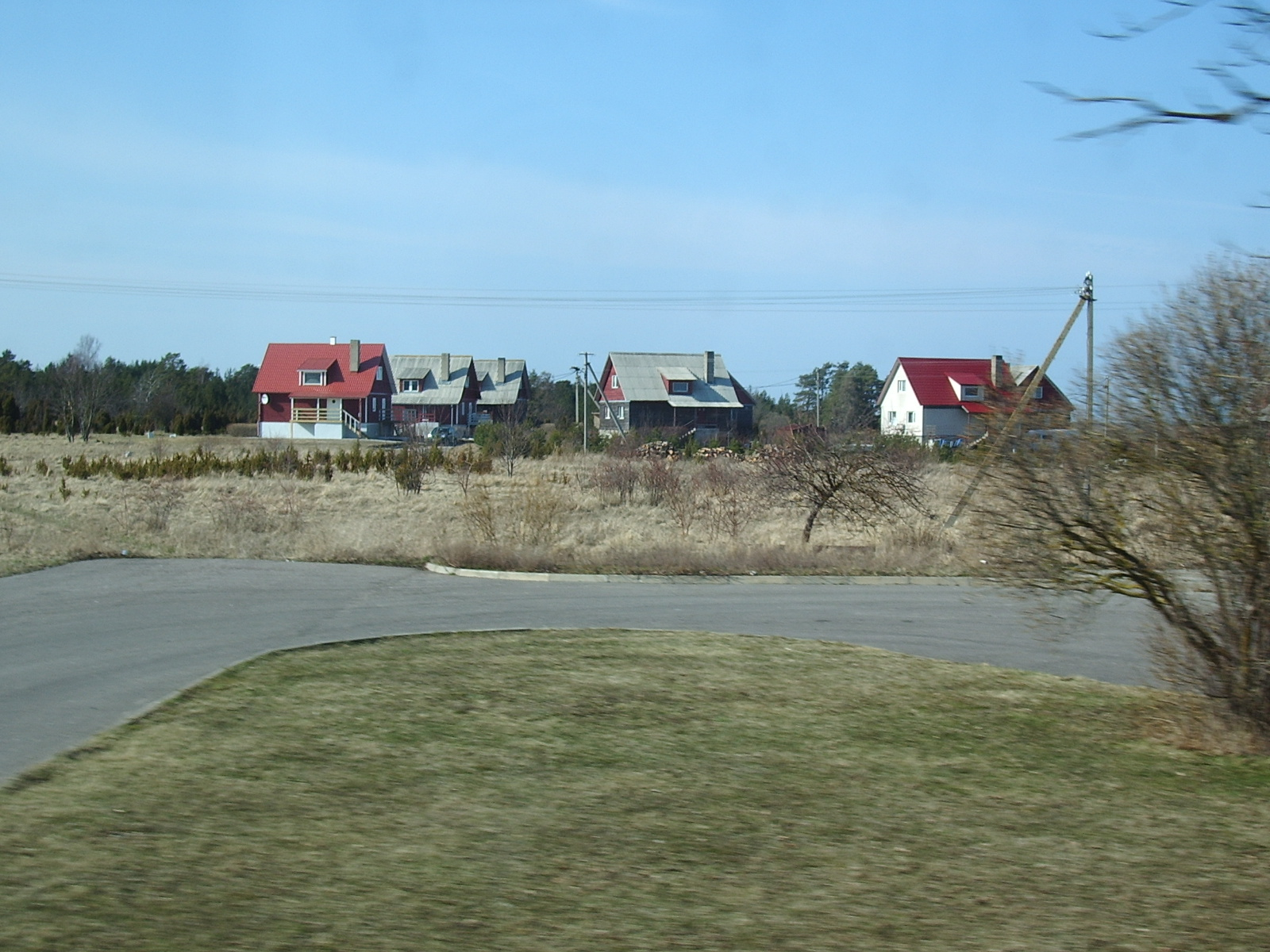
Het dorp
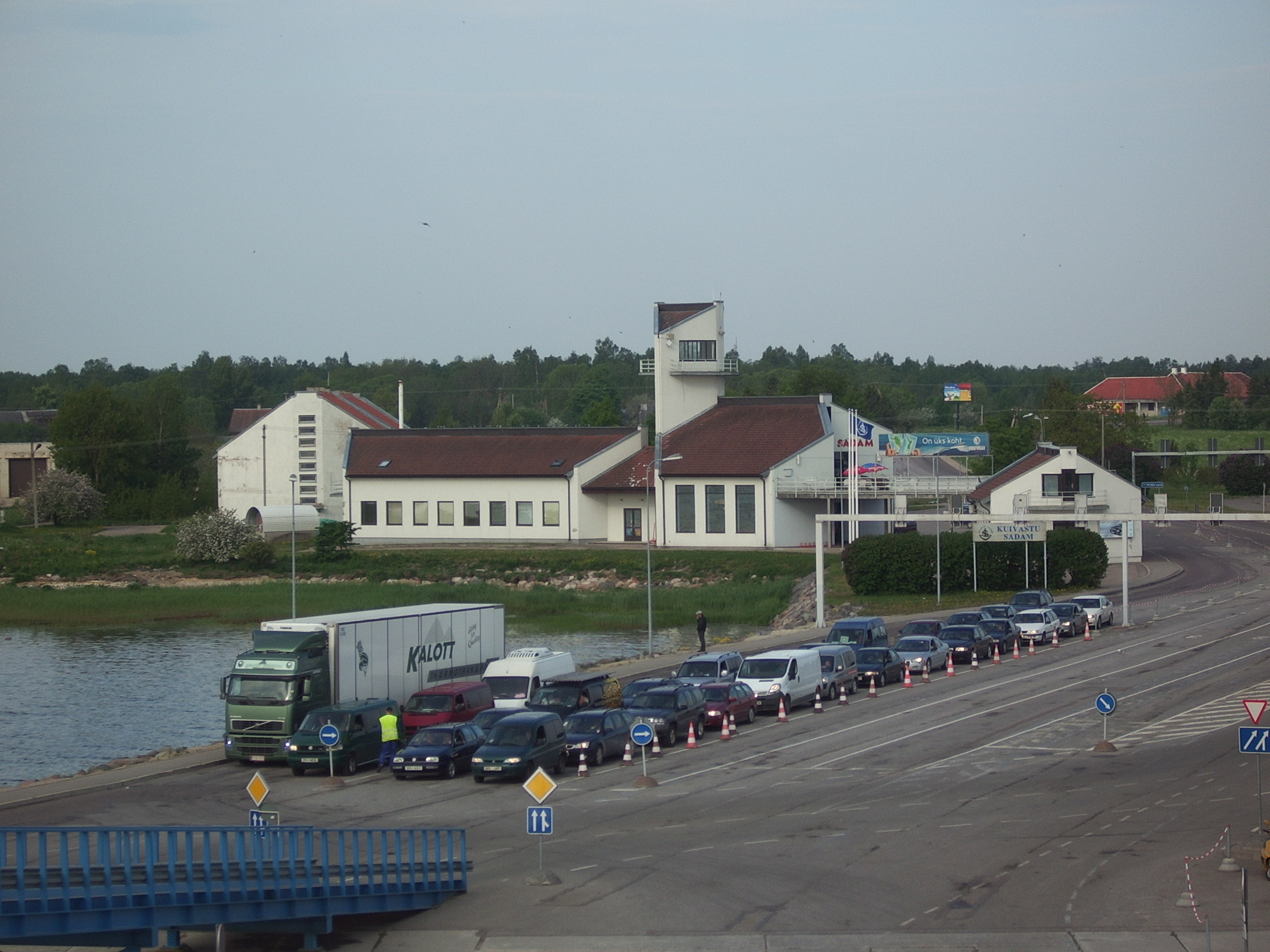
Veerhaven
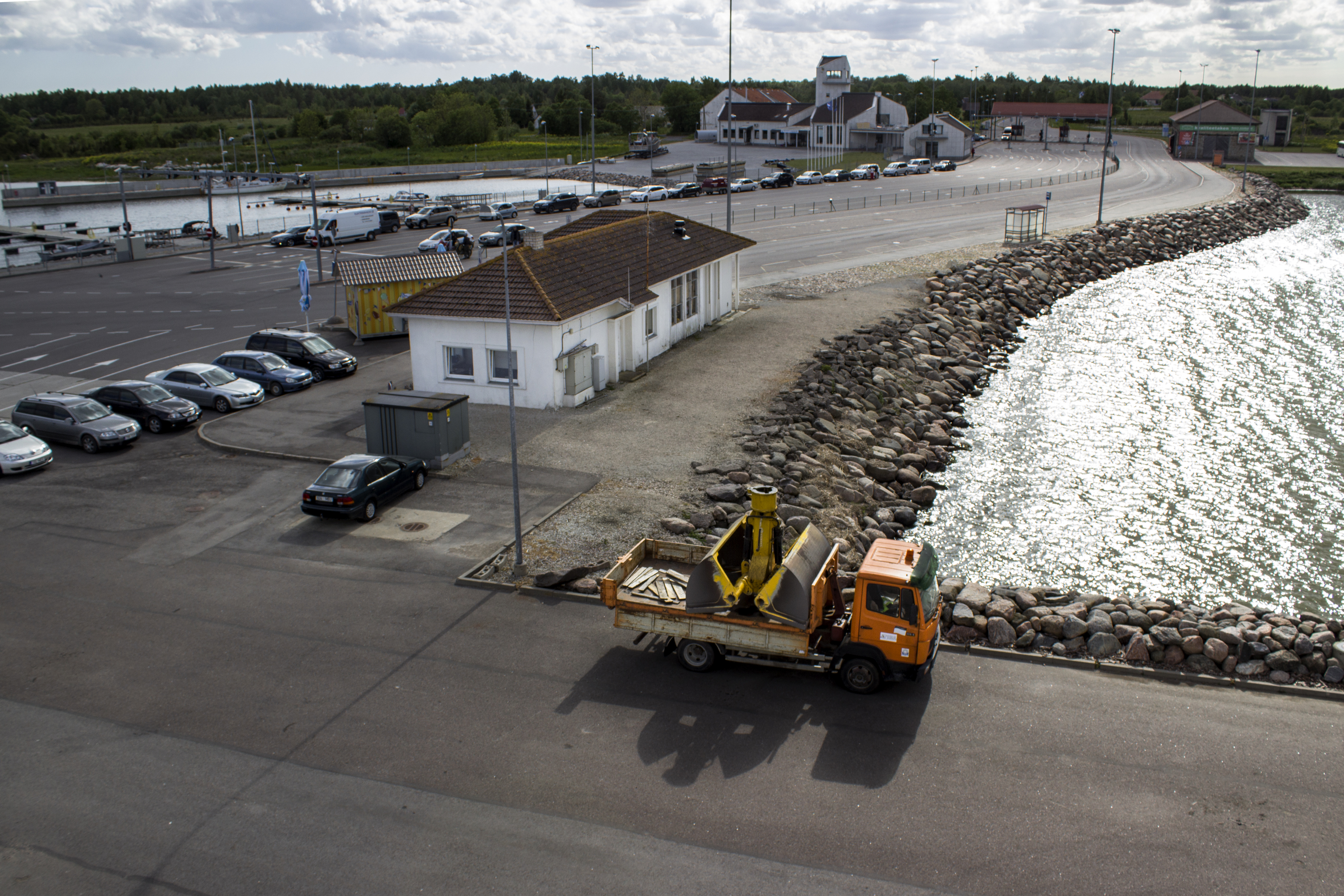
Veerhuis
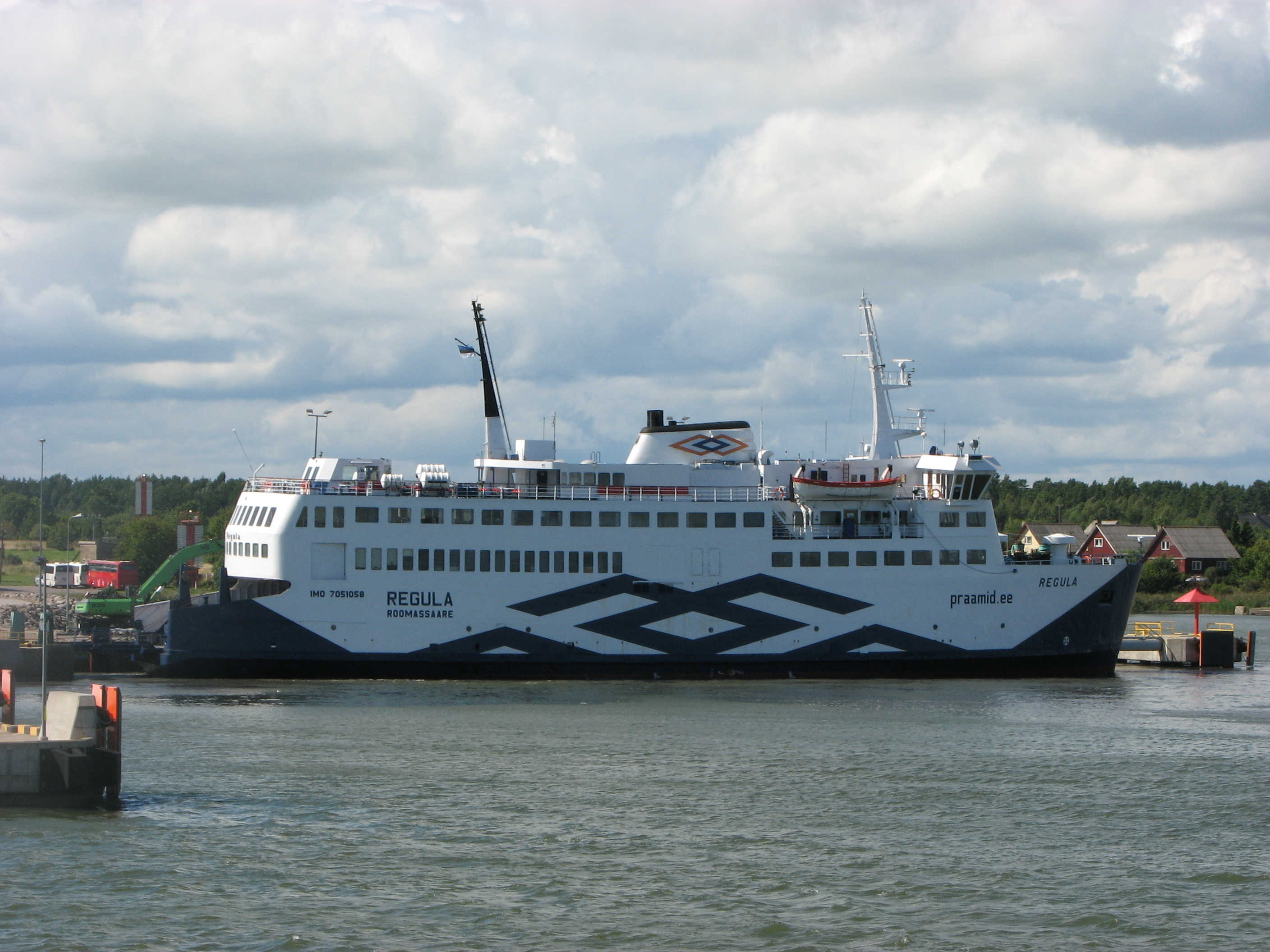
De veerboot Regula in de haven van Kuivastu, 2017
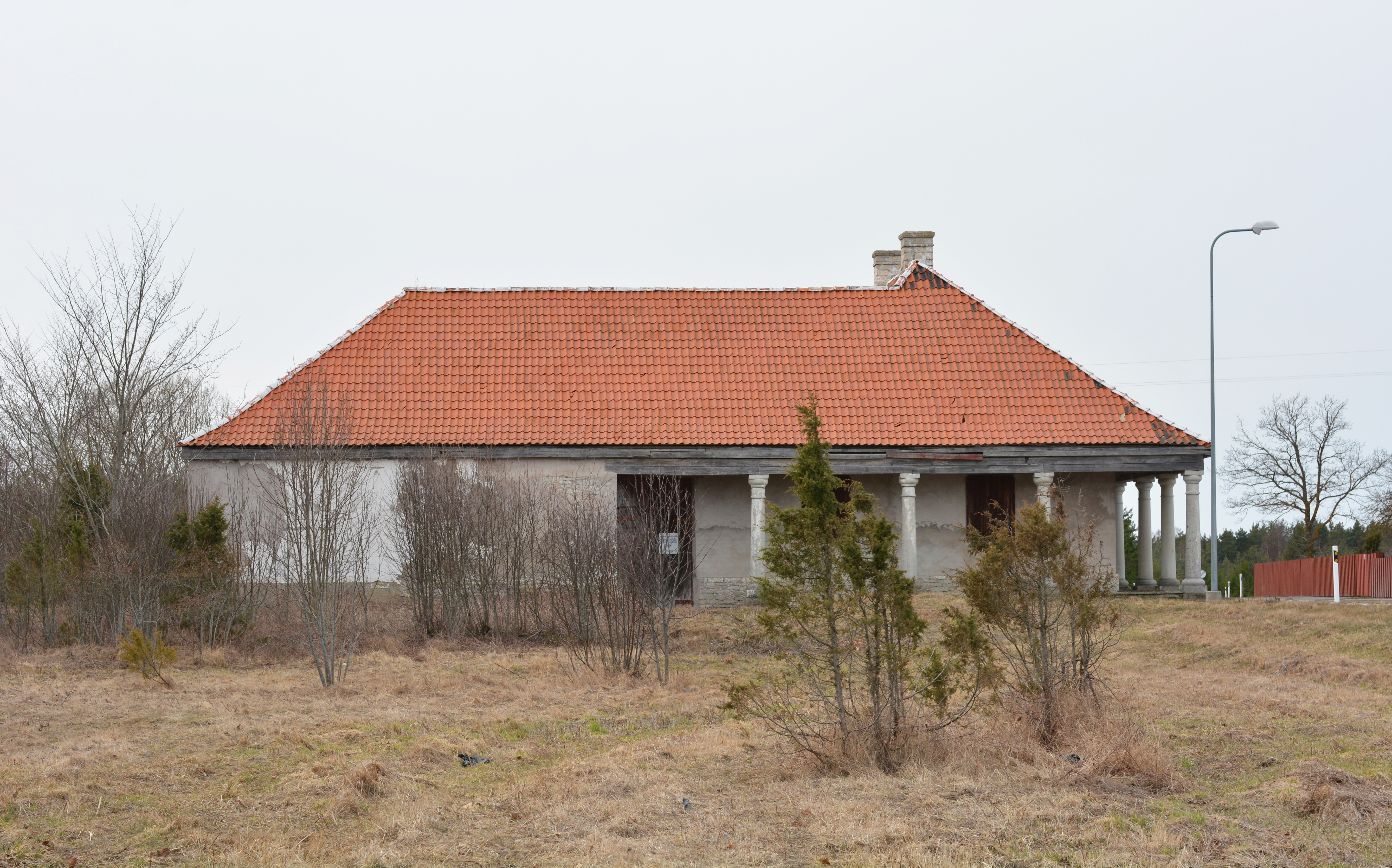
De herberg
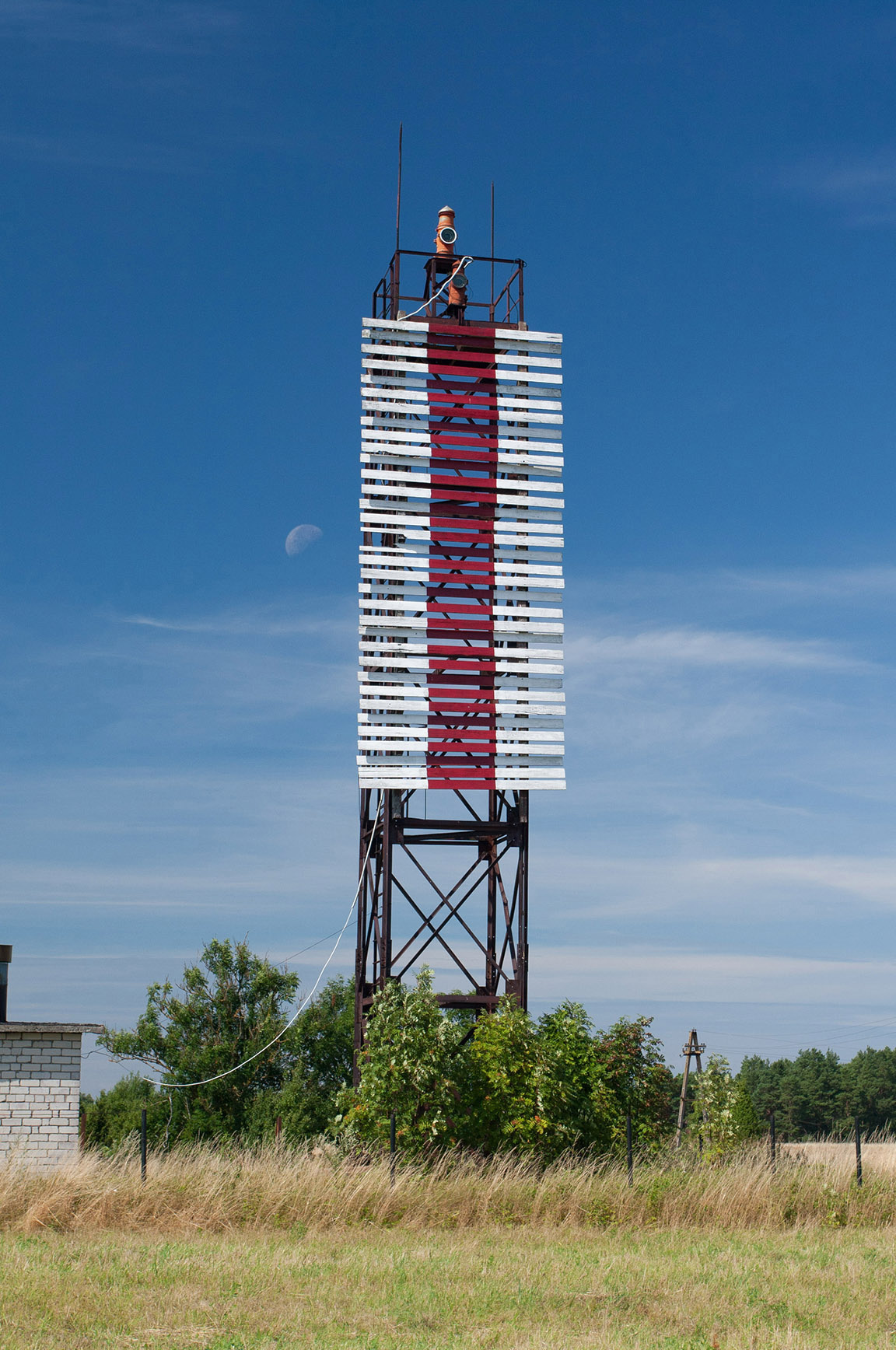
Lichtbaken bij de haven